# Paolo Calvi
Paolo Calvi (Vicenza, 25 febbraio 1716 – Borgo Valsugana, 27 marzo 1781) è stato uno storico italiano.

## Biografia
Figlio di Jacopo e Chiara Bernardi, entrambi appartenenti a nobili famiglie vicentine, fu avviato in un collegio, dove si distinse per vivacità, ingegno e predisposizione agli studi umanistici. A sedici anni espresse il desiderio di dedicarsi alla vita religiosa e nel 1735 la famiglia gli consentì di entrare nell'Ordine dei carmelitani scalzi, assumendo il nome di Angiolgabriello di Santa Maria.
Dopo l'anno di noviziato a Vicenza, nel 1736 fu inviato a Brescia per studiare filosofia e teologia con discrete capacità di studioso. Dimostratosi uno dei più promettenti giovani della provincia veneta dell'Ordine, dopo la professione solenne fu inviato a Roma nel seminario di San Pancrazio, dove nel 1742 iniziò lo studio delle lingue orientali, in funzione di essere destinato alla predicazione nelle numerose missioni dell'Ordine carmelitano, particolarmente in India.
Giudicato peraltro dai superiori un buon oratore, dall'immaginazione fervida e capace d'impressionare l'uditorio, ma poco adatto a sopportare i disagi della missione, verso il 1750 fu rimandato nella provincia veneta, dove venne impiegato nella predicazione, ottenendo notevole successo. Il suo stile oratorio, di un'eleganza tutt'altro che sobria, si adattava soprattutto ai panegirici, ma talvolta questa capacità lo portava a raggiungere effetti disastrosi, come avvenne nel 1773, quando i carmelitani di Vicenza gli diedero l'incarico di comporre una biografia celebrativa di una loro benefattrice: le esagerazioni che egli vi introdusse destarono ironia e critiche, tanto da far ritirare e distruggere tutte le copie dell'opera che fu possibile recuperare.
Accanto all'attività oratoria, il Calvi coltivò altri interessi tipici dell'erudito provinciale settecentesco, dall'archeologia alla storia naturale e letteraria; scrisse anche modesti componimenti poetici, inclusi in varie raccolte, e fu membro di alcune società letterarie. 
Con i suoi risparmi riuscì a formare una discreta biblioteca e un'interessante raccolta antiquaria - un piccolo museo allora unico in Vicenza che comprendeva medaglie e monete, vasi e lucerne, pietre antiche, - raccolta che dopo la sua morte il conte Arnaldo Tornieri acquistò dai carmelitani per 150 scellini.
Morì improvvisamente a Borgo Valsugana il 27 marzo 1781, dove si trovava per predicare la quaresima.

## Opere
La maggior opera di Paolo Calvi è la monumentale "Biblioteca e storia di quei scrittori così della città come del territorio di Vicenza che pervennero fin ad ora a notizia del P.A. Angiolgabriello di Santa Maria Vicentino", pubblicata in sei volumi in quarto grande a Vicenza tra il 1772 e il 1782.
Il Calvi seguì un ordine cronologico, avendo come modello i contemporanei storici della letteratura, come Girolamo Tiraboschi e Giammaria Mazzuchelli, anche se da essi fu lontano per preparazione culturale e serietà scientifica; nei suoi testi sono spesso inutili le frequenti diatribe e digressioni che allungano in maniera spropositata le voci.
Secondo alcuni critici del Novecento, nella sua opera il Calvi fu "copioso, ma inesatto: là dove le fonti mancano egli ne crea, un po' traendole dalla voce popolare e un po' da induzioni più o meno strampalate, dando imperturbabilmente delle notizie bibliografiche non si sa da dove pescate".
Data poi l'evidente prolissità dell'opera, appaiono credibili anche le accuse lanciategli da altri critici, secondo i quali egli avrebbe moltiplicato i volumi per dedicarli a ricchi signori di Vicenza, da cui riceveva munifiche ricompense.